# Viniczai Tibor
Viniczai Tibor (Székesfehérvár, 1956. szeptember 6. – 2022. december 27.) magyar agrármérnök, politikus, az MDF képviseletében 2010-ben rövid ideig Székesfehérvár polgármestere.

## Élete
Agrármérnöki és külgazdasági diplomával  rendelkezik. 1988-ig agrármérnökként, 1989-től pedig cégtulajdonos, cégvezető volt. 1988 óta az MDF tagja és alapító tagja. 1989 és 1997 között nem vállalt politikai szerepet, hanem az üzleti életben tevékenykedett. 2000 óta az MDF országos elnökség tagja, 2010-ben Warvasovszky Tihamér lemondását követően az októberi önkormányzati választásokig Székesfehérvár polgármestere.
Sportvezetőként tevékenykedett a Videoton FC ügyvezető elnökeként, továbbá a Fejér Megyei Labdarúgó-szövetség elnökségi tagjaként.